# Олексы, Марцин
Марцин Олексы (пол. Marcin Oleksy; род. 11 апреля 1987, Нова-Суль, Зелёногурское воеводство) — польский футболист с ампутированной левой ногой, нападающий клуба «Варта» из Познани и паралимпийской сборной Польши. Обладатель премии Ференца Пушкаша 2022.

## Биография
Был вратарём кожухувской «Короны». Его тренер говорил, что у Марцина был большой талант и он мог стать лучше. Но чтобы прокормиться, в середине 2010 года он приостановил профессиональную карьеру и устроился дорожным рабочим, однако уже 20 ноября в результате стечения обстоятельств ноги Марцина переехал 150-килограммовый каток, из-за чего ему ампутировали левую ногу. Два года он передвигался на коляске, после чего начал использовать протез.
9 лет спустя он продолжил играть в футбол на профессиональном уровне для инвалидов. В 2021 году он был вызван в паралимпийскую сборную. 6 ноября 2022 года в матче с жешувской «Сталью» забил гол ножницами. Этот гол был номинирован на премию Пушкаша. 27 февраля 2023 года на премии FIFA The Best он получил награду, опередив в голосовании Димитри Пайета и Ришарлисона, и став первым поляком — обладателем этой награды.

## Достижения
- Обладатель премии Ференца Пушкаша: 2022